# Andrei Ioachimescu
Andrei Ioachimescu (n. 1868 – d. 1943) a fost un matematician și inginer român. A fost profesor la Școala politehnică din București. Este unul dintre fondatoriei revistei „Gazeta matematică”. A publicat mai multe culegeri de probleme de matematică, a elaborat un valoros curs de mecanică rațională, ș.a.